# Ерина Јамане
Ерина Јамане (јап. 山根 恵里奈; 20. децембар 1990) јапанска је фудбалерка.

## Репрезентација
За репрезентацију Јапана дебитовала је 2010. године. Са репрезентацијом Јапана наступала је на Светска првенства (2015). За тај тим одиграла је 23 утакмице.

## Статистика
| Јапан  | Јапан | Јапан |
| Год.   | Ута.  | Гол.  |
| ------ | ----- | ----- |
| 2010   | 1     | 0     |
| 2011   | 0     | 0     |
| 2012   | 0     | 0     |
| 2013   | 3     | 0     |
| 2014   | 9     | 0     |
| 2015   | 5     | 0     |
| 2016   | 3     | 0     |
| 2017   | 2     | 0     |
| Укупно | 23    | 0     |